# Cantonul Thueyts
Cantonul Thueyts este un canton din arondismentul Largentière, departamentul Ardèche, regiunea Rhône-Alpes, Franța.

## Comune
- Astet
- Barnas
- Chirols
- Fabras
- Jaujac
- Lalevade-d'Ardèche
- Mayres
- Meyras
- Pont-de-Labeaume
- Prades
- Saint-Cirgues-de-Prades
- La Souche
- Thueyts (reședință)